# ديفيد براون (لاعب كريكت)
ديفيد براون (4 أبريل 1964 في المملكة المتحدة - ) (بالإنجليزية: David Browne)‏ هو لاعب كريكت بريطاني.

## وصلات خارجية
- ديفيد براون على موقع إي آس بي آن كريك إنفو (الإنجليزية)